# Kalvi
Kalvi − wieś w Estonii, w prowincji Virumaa Wschodnia, w gminie Aseri.